# Jusztícia (keresztnév)
A Jusztícia mitológiai eredetű női név, az igazság istennőjének, Iustitiának a neve, de a Jusztina alakváltozatának is szokták tekinteni.

## Gyakorisága
Az 1990-es években a Jusztícia szórványos név, a 2000-es években nem szerepel a 100 leggyakoribb női név között.

## Névnapok
- június 16.
- szeptember 26.
- szeptember 28.